# Буяни
Буяни́ — село в Україні, у Луцькому районі Волинської області. Входить до складу Торчинської селищної громади.

## Історія
- Назва села походить від прізвища чи імені Буян, у перекладі іноді звуть Боян, тобто музикант-співець.
- 1455 рік — перша письмова згадка про Буяни, коли Яків Война Немирович записав село своїй дружині Олізарівні, а вона передала його князю Чарторийському.
- 1577 рік — у селі було 9 димів, 6 городників, водяний млин, православна церква(спалена під час татарських набігів).
- 1620 рік — князі Микуличі здійснили погром у селі через надання притулку збіглим кріпакам.
- 1752 рік — у Буянах побудували Різдво-Богородичну дерев'яну церкву.
- 1795 рік — село увійшло до складу Російської імперії і було подароване Катериною ІІ разом із іншими селами «Торчинського ключа» генералу Тутолміну Тимофію Івановичу.
- 1795 рік — на той час у селі проживало 77 чоловіків, 70 жінок, працювали корчма та водяний млин.
- поч. ХІХ ст. — Буяни переходять у власність графа Йосипа Карші, а потім — родини Тарновських і Морстинів.
- 1897 рік — в селі було 95 дворів, 645 мешканців, дерев'яна церква, однокласна школа, два млини.
- 1904-1905р.р. — деякі землі, що прилягали до Буян та Торчина були викуплені на ім'я Лариси Петрівни Косач. Купчі здійснив її батько. У 1908 році ця земля була продана.
- 1916 рік — у ході відступу царської армії згоріло пів села та Різдво-Богородична дерев'яна церква(1752 рік).
- 1920 рік — побудували дерев'яну автокефальну церкву Різдва Пресвятої Богородиці.

До 29 січня 2018 року — адміністративний центр Буянівської сільської ради Луцького району Волинської області.

## Населення
Згідно з переписом УРСР 1989 року чисельність наявного населення села становила 874 особи, з яких 422 чоловіки та 452 жінки.
За переписом населення України 2001 року в селі мешкали 872 особи.

### Мова
Розподіл населення за рідною мовою за даними перепису 2001 року:
| Мова       | Відсоток |
| ---------- | -------- |
| українська | 99,32 %  |
| російська  | 0,68 %   |

### Релігія
У 2019 році релігійна громада села вийшла з підпорядкування УПЦ Московського патріархату і офіційно приєдналася до Православної церкви України.

## Пам'ятки археології
На території села відомі наступні пам'ятки археології:
- В урочищі «За Гребелькою» — поселення тщинецько-комарівської культури.
- В урочищі «Хабаловщина», на правому березі Серни — селище давньоруського періоду.
- За 0,4 км на північний захід від села, на лагідному схилі правого берега Серни, висотою 4–5 м над рівнем заплави — двошарове поселення тщинецько-комарівської культури і давньоруського періоду ХІІ–ХІІІ ст. площею до 1 га.
- На північно-західній околиці села, на північ від шосейної дороги Луцьк–Володимир-Волинський, на лагідному схилі першої надзаплавної тераси правого берега Серни висотою 3–4 м над рівнем заплави — селище ХІІ–XIV ст. площею близько 1 га. Уламки гончарного посуду зібрані з території присадибних ділянок.
- На північно-східній околиці села, на лагідному схилі першої надзаплавної тераси правого берега Серни, висотою 2–3 м над рівнем заплави, за 0,2 км на північ від шосейної дороги — селище давньоруського періоду ХІІ–XIV ст. площею 1 га. Фрагменти гончарного посуду зібрані з території людських городів.
- За 0,3 км на північ від села, на лагідному схилі лівого берега Серни, висотою 4–5 м над рівнем заплави — селище давньоруського періоду ХІ–ХІІІ ст. площею до 2 га.
- За 0, 5 км на північний схід від села, за 0,5 км на південь від лісу, за 0,5 км на південний захід від цвинтаря та за 0,3 км на захід від греблі ставка, на лагідному схилі першої надзаплавної тераси лівого берега Серни висотою 4–5 м над рівнем заплави — двошарове поселення тщинецько-комарівської культури і давньоруського періоду Х–ХІІ ст. площею до 3 га.
- За 1 км на північний схід від села, в урочищі «Загребельне» — курган невизначеного часу. Він знаходиться на території садиби І. Паходи. Насип розміщений на видовжено-овальному мисі першої надзаплавної тераси лівого берега Серни. Курган має висоту до 1,5 м і діаметр близько 10 м.
- За 1 км на північний схід від села в урочищі «Загребельне», поруч із садибою І. Паходи, на схід від цвинтаря — селище давньоруського періоду ХІІ–ХІІІ ст. площею 1 га. Воно розміщене на лагідному схилі першої надзаплавної тераси лівого берега Серни, висотою 6-8 м над рівнем заплави.
- За 1,5 км на північний схід від села та 0,3 км на схід від садиби І. Паходи, на мисі першої надзаплавної тераси лівого берега Серни висотою близько 6 м над рівнем заплави — двошарове поселення тщинецько-комарівської культури і давньоруського періоду ХІІ–ХІІІ ст. площею до 1 га.
- За 2 км на північний схід від села, за 0,5 км на південь від корпусів Торчинської сортодільниці, на мисі першої надзаплавної тераси лівого берега Серни висотою до 6 м над рівнем заплави — багатошарове поселення трипільської, тщинецько-комарівської культур та давньоруського періоду ХІІ-ХІІІ ст. площею близько 3 га. Від попереднього пункту із заходу поселення відділяє заплава річки завширшки близько 150 м.
- За 2,5 км на північний схід від села, у східній частині колишнього хутора Рудня (зараз вулиця Загребельна), на мисі першої надзаплавної тераси лівого берега Серни висотою до 6–8 м над рівнем заплави — багатошарова пам'ятка доби пізнього палеоліту, стжижівської, тщинецько-комарівської, вельбарської культур і давньоруського періоду ХІІ–XIV ст. площею близько 2,5 га. Речові матеріали зібрані з території присадибних ділянок селян.
- На східній околиці села, на південь від шосейної дороги, на схилі правого берега Серни висотою 3–4 м над рівнем заплави — поселення періоду ХІІ–ХІІІ ст. площею до 1 га.
- На південно-західній околиці села, на північний захід від тваринницької ферми, на схилі правого берега Серни висотою 3–4 м над рівнем заплави — двошарове поселення тщинецько-комарівської культури і періоду ХІІ–XIV ст. площею близько 1 га.
- За 0,4 км на південний захід від села, на схилі правого берега Серни висотою 3–4 м над рівнем заплави — поселення періоду ХІІ–XIV ст. площею до 2 га

## Архітектура
- Церква Різдва Пресвятої Богородиці — це тридільний безкупольний храм «хатнього» типу, побудований у 20-30-х роках XX століття. Розписи храму завершені у 1932 році. Храм діяв з моменту побудови і до 1993 року. Після побудови у селі нового храму у 1993 році в Церкві Різдва Пресвятої Богородиці служби не проводять через значну віддаленість від населеного пункту.
- Храм Різдва Божої Матері — побудований у 1993 році у східній частині села.

## Відомі люди
- Бондач Іван Афанасійович — референт СБ Луцького надрайонного проводу ОУН, Лицар Бронзового хреста заслуги УПА.
- Куделя Микола Павлович — шевченкознавець.